# Vernakalant
Vernakalant (INN/DCI; con código RSD1235, comercializado bajo los nombres de Kynapid y Brinavess) es un fármaco antiarrítimico para la conversión aguda de episodios de fibrilación auricular. Fue inicialmente desarrollado por el laboratorio Cardiome Pharma, y su formulación intravenosa fue llevada a cabo por Merck en abril de 2009.
Está aprobado como indicación para episodios de fibrilación auricular de reciente comienzo. No posee indicación en flutter auricular.
En septiembre de 2012, Merck rescindió sus acuerdos con Cardiome y consecuentemente ha regresado todos los derechos del fármaco atrás a Cardiome. El 11 de diciembre de 2007, el comité de fármacos cardiovasculares y renales de la FDA (Administración de medicamentos y alimentos de los EE. UU.) votó a favor la aprobación de vernakalant, sin embargo en agosto de 2008 la FDA juzgó que más información adicional era necesaria para su aprobación. 
El fármaco (bajo nombre de marca Brinavess) estuvo aprobado en Europa el 1 de septiembre de 2010.
Su forma oral está actualmente en ensayos clínicos fase III. La fase II se desarrolló entre 2005 y 2008.

## Mecanismo de acción
Es un fármaco auriculo selectivo. Como otros antiaarítmicos clase III, vernakalant bloquea canales de potasio auriculares, prolongando así la repolarizacion. Vernakalant difiere de los agentes clase III por hacer un bloqueo específico de un tipo de canal de potasio, cuyo paso de iones potasio se activa cuando existen frecuencias cardiacas altas. Esto significa que este fármaco es más eficaz en ritmos cardíacos altos, mientras que otros agentes clase III tienden a perder efectividad en estas circunstancias. Ligeramente bloquea además el canal de potasio subtipo hERG, con tendencia a prolongar el intervalo QT. Esto teóricamente puede aumentar el riesgo de taquicardia ventricular, aunque esto no parece para ser clínicamente significativo.
El fármaco también bloquea canales de sodio auriculares.
Es principalmente utilizado para conversión rápida de fibrilaciones auriculares de reciente comienzo (de duración de 3 a 72 horas).

## Metabolismo
Vernakalant es metabolizado por las vías renal y hepática. Mayoritariamente a través del citocromo CYP2D6 y excretado conjugándose con ácido glucuronido. Posee una vida media de 3-4 horas.
La interacción medicamentosa es un dato a tener en cuenta. La toma de fármacos que inhiban colateralmente este citocromo puede afectar a la farmacocinética de vernakalant acumulandose, como son amiodarona, fluoxetina, duloxetina y haloperidol. Por lo contrario, con inductores de dicho citocromo como la rifampicina, se eliminaría con mayor rapidez.

## Uso en fibrilación auricular
La fibrilación auricular es posible revertirla mediante dos tipos de estrategias: el control de ritmo (reversión a ritmo sinusal) y el control de frecuencia (descender la frecuencia cardiaca). Preferentemente en aquellos pacientes de edad inferior a 65 años o con baja carga de comorbilidades asociadas se opta por el control del ritmo; mientras que en caso contrario se prefiere el control de frecuencia
En los casos de control de ritmo, la reversión a ritmo sinusal se puede alcanzar mediante la cardioversión eléctrica con la desfibrilación eléctrica, o la cardioversión farmacológica.
Dentro de la cardioversión farmacológica, la sociedad europea de cardiología en su última guía del 2012 sobre el manejo de la fibrilación auricular indica tres grupos de posibilidades farmacológicas según la enfermedad cardíaca estructural:
- Ausente: Las posibilidades terapéuticas son flecainida, ibutilide, proprafenona o vernakalant o estrategia de "pastilla en bolsillo/ pill in the pocket" con flecainida o propafenona.
- Moderada (presencia de hipertensión arterial, cardiopatía hipertensiva o isquémica): El vernakalant es la opción terapéutica de referencia en este caso.
- Severa (presencia de insuficiencia cardiaca, valvulopatía, miocardiopatía hipertrófica obstructiva o restricitiva, pericarditis constrictiva, o intervalo QRS >140 milisegundos): La amiodarona es la opción terapéutica de referencia en este caso.
En caso de fallo de la cardioversión farmacológica, se pasa a la cardioversión eléctrica como método de elección o incluso sería posible el control de frecuencia mediante fármacos cronotrópicos negaticos como los betabloqueantes.
Vernakalant ha demostrado que revierte a ritmo sinusal en un tiempo medio de 8-10 minutos, en comparación con flecainida (tiempo medio entre 150-200 minutos) y amiodarona (700-800 minutos). Su eficacia aumenta cuanto menor sea el tiempo de duración de la firbilación auricular debido a la remodelación que va sufirendo el tejido auricular durante el episodio. Su uso puede reducir el tiempo medio de hospitalización de los pacientes en los servicios de urgencias, y con ello tomar decisiones con mayor rapidez incluso en caso de que el vernakalant sea ineficaz.
Este fármaco no suele estar disponible en la mayoría de los hospitales debido a su gran coste económico unitario, en contra posición a la amiodarona, la flecainida y la propafenona con un coste muy inferior. El uso de vernakalant a falta de estudios coste beneficio podría implicar un ahorro en el manejo de la fibrilación auricular a través de reducción de costes indirectos al disminuir enormemente la estancia del paciente en los servicios de urgencias.

## Modo de empleo
Se administra en aquellos pacientes que presenten indicación, una dosis inicial en infusión de 3mg/kg en 10 minutos. Tras ello, 15 minutos de observación. En caso de no reversión a ritmo sinusal, se administraría una segunda dosis de 2mg/kg en infusión durante 10 minutos. Ante cualquier efecto adverso de gravedad, la infusión debe ser suspendida.
En toda la terapia, el paciente debe estar bajo monitoraje holter continuo y electrocardiograma de 12 derivaciónes cada 5 minutos.

## Efectos secundarios
Se han descrito reacciones adversas como la disgeusia, estornudos, parestesias, hipotensión, bradicardia y flutter auricular. El aumento del intervalo QT así como otros efectos sobre la capacidad ventricular son menos probables debido a la aurículo selectividad de este fármaco.